# U̠t-ma'in
L’u̠t-ma’in (autonyme : u̱t-Ma'in) est une langue kainji parlée dans les États de Kebbi, Niger, Sokoto, et Zamfara au Nigeria.